# Ctibor Bezděk
Ctibor Bezděk (10. března 1872 Podivín – 22. února 1956 Senohraby) byl československý lékař, spisovatel, pacifista, filantrop a propagátor vegetariánství a abstinence. Je autorem konceptu tzv. etikoterapie.

## Život
Ctibor Bezděk se narodil v katolické rodině v moravském městě Podivín jako Hugo Bezděk. Jméno Ctibor, které používal, získal při biřmování. Pocházel z vlastenecké rodiny se zájmem o kulturu. Dědeček František byl dlouholetým starostou obce Kobylí na Břeclavsku, teta Marie se provdala za spisovatele Aloise Mrštíka. Ctibora od šesti let vychovávala teta Augusta Šebestová, protože jeho rodiče i dvě mladší sestry zemřeli na tuberkulózu.
V jednadvaceti letech začal Bezděk studovat medicínu ve Vídni. Zde působil ve slovenském akademickém spolku Tatran, podílel se také na založení časopisu Hlas, oblíbeného nejen na Slovensku.
V roce 1896 potkal ve Vídni Varvaru Dimitrijevnu Rudněvovou, dceru ruského generálmajora a jednu z mála tehdejších žen — studentek medicíny. Obdivovatelka myšlenek Lva Nikolajeviče Tolstého a masarykovským humanismem odkojený Bezděk v roce 1905 vytvořili první lékařský manželský pár v českých zemích.
Ještě před svatbou působil Bezděk čtyři roky jako korvetní lékař rakouského námořnictva na Jadranu. Neutěšená situace negramotných námořníků ho tížila natolik, že pro ně v podpalubí zřídil školní třídu a učil je číst a psát. Za první světové války sloužil na lazaretní lodi jako civilista, odmítl totiž důstojnickou hodnost.
Po osamostatnění Československa odešel s manželkou v roku 1920 na deset let do slovenského Ružomberku, kde vychovávali své dvě dcery. Po zkušenostech se sílícím slovenským nacionalismem i pod vlivem své manželky konvertoval k pravoslaví. Angažoval se ale rovněž ve společenství swedenborgiánů. V roce 1931 se kvůli sílícímu tlaku stoupenců Andreje Hlinky přestěhovali z Ružomberku do Prahy. V roce 1940 si Bezděkovi zakoupili domek v Senohrabech u Prahy, kde manželka Varvara v prosinci roku 1945 zemřela.
Když komunisté v roce 1950 zlikvidovali soukromé ordinace včetně Bezděkovy pražské, uchýlil se lékař k četbě knih a péči o zahradu. Ve stejném
roce ho však Okresní ústav národního zdraví povolal coby praktického lékaře do Říčan u Prahy, kde vedl i protialkoholní poradnu nebo přednášel o předcházení úrazů. Zde působil ještě měsíc před svou smrtí 22. února 1956.
Na odkaz Ctibora Bezděka — vegetariána navázaly obě dcery a později i vnuk Alex; etikoterapii od osmdesátých let začal praktikovat a rozvíjet MUDr. Vladimír Vogeltanz.

## Aktivity a publikační činnost
Společným jmenovatelem aktivit Ctibora Bezděka byly soucit s bližními — lidmi, zvířaty i přírodou jako celkem — a pomoc potřebným.
Manželé Bezděkovi se všech působištích (mj. Ždánice na Moravě, Bad Hall, Moskva, Šternberk) věnovali spolkovému a společenskému životu, pořádali přednášky, organizovali ochotníky nebo čtenářské spolky.
V Ružomberku založili síť zdravotně-sociálních institucí: poradnu pro matky a kojence, oddělení sociální péče, abstinenční poradnu, zasloužili se i o zřízení okresní nemocnice. Do té doby fungoval dům Bezděkových coby azyl pro matky s dětmi. Celkem zde odchovali 42 dětí (plus dvě vlastní dcery), uspořádali také sbírku pro hladovějící ruské děti, některé dokonce určitý čas živili u sebe doma.
Silné sociální a náboženské cítění přivedlo Bezděka k založení mnoha sdružení či členství v nich, například Červeného kříže na Slovensku, Masarykovy ligy proti tuberkulóze nebo v Československém abstinentním svazu.
Později v Praze si Bezděk otevřel etikoterapeutickou ambulanci a eubiotickou poradnu, pomýšlel i na založení eubiotické kolonie poblíž hlavního města. Eubiotika neboli zdravověda je dílo MUDr. Stanislava Růžičky (1872—1946), který propagoval rodinný život v přírodě, kladl také důraz na fyzickou práci, zdravou výživu a hygienu. V životních potřebách a ošacení radil dobrovolnou skromnost. Růžičkovy i Bezděkovy snahy o založení eubiotických osad nakonec padly, nicméně eubiotika se stala inspirací pozdějším ekovesničkám.
Bezděk také dlouhá léta redigoval časopis Duchovní a náboženská kultura, do kterého přispíval jeho blízký duchovní přítel Přemysl Pitter. Ten pro změnu redigoval časopis Sbratření, kam zase přispíval Bezděk. Do okruhu jeho přátel patřil i brněnský filozof Vladimír Hoppe nebo Tolstého žačka Anna Lojdová (rozená Makarovová). Silný vliv na Bezděkovo vnímání světa měla i četba díla právníka a státníka Mahátmy Gándhího či básníka a polyhistora Rabíndranátha Thákura.

## O vegetariánství
V roce 1928 vydalo Hnutí pro křesťanský komunismus v Československu brožuru obsahující dvě kratší úvahy Přemysla Pittera zabývající se vegetariánstvím a vztahem člověka k přírodě. V útlé knížečce se objevila i úvaha Ctibora Bezděka Vegetarism pro a proti, která v pěti krátkých kapitolách rozebírá tehdejší poznatky o vegetariánství z pohledu zdravotního, ekonomického, etického i filosofického:
„Před čtyřiceti padesáti lety nebylo u nás téměř ani slyšeti o vegetariánech (...) a vyskytl-li se skutečně někde, byl jistě považován za poloblázna nebo aspoň výstředního člověka, kterému lépe se vyhnout,“ komentoval Bezděk období třetí čtvrtiny devatenáctého století ve středoevropských končinách. Už za první republiky však bylo možné najít „v každém větším městě i vegetárské jídelny, okolo kterých se často soustřeďují i spolky a společnosti, obírající se obrodným hnutím (...) ve směru výživy, nápoje i mravního povznesení celého života“.
Autor v úvaze argumentuje city zvířat, která vnímají bolest podobně jako lidé, poukazuje ale také na nezdravost masa z pohledu jeho úpravy:
„Známo na př. o zvěřině, která se vyznamenává zvláštní tuhostí, že je nutno ji nechat ležet tak, až se na jejím povrchu tvoří změklé zelenavé skvrny: při přípravě masa se ovšem všechny tyto části odstraní a peče se pak jen střed svíčkové, který má sice normální barvu, ale je měkký pro pokročilou hnilobu.“
Maso je podle Bezděka nebezpečné také svým působením na lidské touhy; nejenže tučná a ostrá masitá jídla svádí k pití silnějších, a tedy alkoholických nápojů; jako dráždidlo číslo dva pokouší i pohlavní čistotu pravidelných masojedlíků.
„Rozvrat pohlavního života v moderní společnosti je hluboký a neobyčejně těžký a nebude možno jej napravit, dokud lidé nezmění způsobu svého života, tedy především výživy,“ zamýšlí se autor.
Bezděk se ve svých myšlenkách dostává až do hypotetických představ o konci chovu hospodářských zvířat, dokonce hledá práci již nepotřebným řezníkům či uzenářům: „současně s úpadkem těchto řemesel by rozkvetla nová řemesla a zaměstnání, která by se obírala novými, změněnými potřebami lidstva: mlynáři, pekaři, zelináři, ovocnáři a p.“
Nezapomíná přitom ani na náročnou úlohu žen, které doma svým mužům pečou, vaří, dusí a smaží složité a nákladné masité pokrmy: „Kdyby se člověk odhodlal požívati jen plodů, pak by se zjednodušila i naše kuchyně, která je velmi drahá a je z velké části příčinou otroctví ženina.“
Vztah člověka k jeho potravě se odvíjí především od vztahu k jejímu původci — přírodě. Bezděk se domníval, že přestanou-li lidé klást mezi sebe a plody země zvířata jako prostředníky, nebudou se ochuzovat o velké zdroje výživy a planeta uživí mnohem víc lidí. Výběr stravy totiž následně souvisí třeba s vlastnostmi národů, například tehdejší čínský kuli neboli nosič břemen „se živí jen rýží (...) a výkonnost jejich je taková, že se čínského kuli bojí celý západ, aspoň nepřestává mluvit o žlutém nebezpečí,“ konstatoval autor.
Bezděk shrnul svůj pohled následovně: „Člověk si sestrojil theorii, sobě zdánlivě velice příznivou, ale úplně falešnou, theorii, že člověk je pánem přírody. Proto počíná si tak, jako by celá příroda neměla jiného smyslu, než aby sloužila jeho čistě sobeckým zájmům; chce, aby mu ve všem sloužila, aby mu byla pokořena a otrocky jej poslouchala, snaží se vtěsnat ji do forem jemu milých, využívá jí nemilosrdně a vraždí tisíce živých tvorů nejen ke své výživě, ale často jen ze svévole a k své zábavě. Takovým způsobem dosáhl člověk toho, že se sám přírodě odcizil a že příroda se mu stala nepřátelskou.“

## Etikoterapie — léčba mravností
V roce 1931 vydal Ctibor Bezděk knihu Etikoterapie — Záhada nemoci a smrti. V ní uvádí, že „náš zdravotní stav závisí na vzájemném poměru, v jakém se nalézají nesmrtelný duch a jeho pomíjivé tělo. Ideální stav nastane tehdy, když duch jako opravdový vůdce a udržovatel bude skutečným vládcem a vůdcem těla, které ho bude ve všem poslušné. Takový člověk bude zdráv!“
Významnou součástí života byla pro Bezděka víra v Boha, ne však ve smyslu pouhého přináležení k některé církvi (Ctibor Bezděk sám prokázal svou církevní nezásadovost po nástupu slovenských klerofašistů k moci, když konvertoval od katolické víry k pravoslaví manželky Varvary). Tento přístup totiž podle autora může vést lidi k představě, že všechno vědí a vlastně ani nehřeší.
Autor viděl prapůvod duševních i tělesných nemocí v lidských neřestech. Žárlivost, závist, zlost, nenávist, lež, negativní myšlení, ale i alkoholismus či labužnictví v jeho pojetí vedou těla svých majitelů k záhubě.
Etikoterapie pojí vědu s duchovnem, dnes bychom řekli medicínu s psychologií, čímž Bezděk prakticky položil základy psychosomatiky. V mnohém se podobá i některým alternativním způsobům léčby, které často k nemoci přistupují holisticky a dbají na důkladné zkoumání příčin pacientových potíží; zabývají se i změnou stravy, přechodem na zdravější životní styl, případně nabádají i k pravidelné psychohygieně.
Samotnou „terapii etikou“ popisuje Bezděk jako důkladnou práci s pacientovou anamnézou. Etikoterapeutická diagnóza se stanoví na základě rozhovorů s pacientem, případně i dotazováním jeho okolí. Hlavními léčebnými prostředky pak jsou modlitba („kdykoliv mysl není zaměstnána povinností nebo povoláním, měla by být lidská duše pozdvižena do oblastí duchovních... Tam prýští láska, život, ctnost, zdraví a blaženost“), pobyt v přírodě a práce. Člověk by nicméně neměl pracovat v odvětví s potenciálně škodlivými výstupy, například ve zbrojním průmyslu. „Velmi vhodným léčebným prostředkem je probuzení zájmu o sociální práce, poněvadž je to práce, která důrazně otevírá lidská srdce a takto poměrně bezpečně odvádí nemocného od osobních sobeckých zájmů,“ domnívá se Bezděk.
Samozřejmé je také zřeknutí se návykových látek.
Prezidentu Masarykovi se myšlenky zachycené v knize zalíbily natolik, že nedlouho po jejím publikování pozval manžele Bezděkovy na návštěvu do Lán.

## Citáty
| „                       | Člověk se často dopouští velkých zločinů, pokud chce vyhovět svým touhám. Je známo, že cesta lidí, kteří dosáhli velkého majetku, vede přes mrtvoly tisíců lidí, kteří padají za oběť chamtivosti. Proto učí Vasil Velký abychom se učili ničit ve své duši každý sklon, každé přání po bohatství hned v samém zárodku, neboť jen tehdy se nám může bezpečně podařit vzdálit od sebe hrůzu boje o bohatství. Je ostatně známé jako Kristus ostře bojoval proti bohatství. | “ |
| — (Bezděk 2007, s. 121) | |   |

| „                      | Jakou hraje hmota roli ve skutečném životě? ... řekněme, že peníze nebo bohatství vůbec touží, aby jeho množství bylo stále a stále zvětšovány, aby bez přestání rostlo. Je to ale skutečnost, o níž pravdivosti se možná denně přesvědčit. Lidé bohatí touží vždy po ještě větším rozmnožení svého majetku, bojí se všeho, co by ho mohlo jakýmkoli způsobem zmenšit a často celé své myšlení soustřeďují pouze pro zvětšení nebo alespoň udržení svého majetku. Zlato jako by mělo tajemnou moc v sobě, strhuje k sobě celé myšlení a cítění lidí. Kde se nachází hromada zlata, touží jakoby samočinně po svém rozmnožení. Jistě bylo Kristovo upozornění velmi správné, že nelze sloužit Bohu a mamonu současně. | “ |
| — (Bezděk 2007, s. 38) | |   |